# Janez Cigler Kralj
Janez Cigler Kralj (rojen Janez Cigler), slovenski politolog in politik, * 28. december 1978.
S podporo Nove Slovenije je kandidiral na predsedniških volitvah 2022. Dobil je 4,35 % glasov.
Je nekdanji minister za delo, družino, socialne zadeve in enake možnosti, trenutno pa poslanec v 9. sklicu Državnem zboru Republike Slovenije in vodja poslanske skupine NSi.

## Življenjepis
Diplomiral je na Fakulteti za družbene vede v Ljubljani, smer politologija - analiza politik in javna uprava. Leta 2006 se je kot tiskovni predstavnik Nove Slovenije zaposlil v Državnem zboru Republike Slovenije. Čez dve leti se je zaposlil v podjetju Infonet media, d. d., leta 2010 pa kot višji svetovalec za odnose z javnostmi na Javnem skladu RS za razvoj kadrov in štipendije. Od leta 2012 do 2020 je opravljal funkcijo strokovnega sodelavca - podsekretar - poslanske skupine NSi, od leta 2015 pa tudi funkcijo predsednika Združenja delavcev stranke. Leta 2019 je bil imenovan v predsedstvo EUCDW, sodeluje pa tudi v organizaciji EZA (Das Europäische Zentrum für Arbeitnehmerfragen).

### Minister
13. marca 2020 je bil v kvoti Nove Slovenije imenovan za ministra za delo, družino, socialne zadeve in enake možnosti v 14. vladi Republike Slovenije, pod vodstvom Janeza Janše. 19. marca zjutraj je bila po 17 urah razprave v DZ RS na glasovanju zavrnjena nezaupnica na predlog Levice, SAB, SD in LMŠ. 38 poslancev je glasovalo za nezaupnico, 44 proti; odsotnih je bilo 7 poslancev. Predlogu interpelacije je med drugim botrovala dodelitev finančnih sredstev v višini 130.000 evrov Zavodu Iskreni (med skupaj 17 prejemniki sredstev) na razpisu na ministrstvu za delo, družino, socialne zadeve in enake možnosti za pomoč najbolj ranljivim skupinam prebivalcev zaradi epidemije COVID-19 in zmanjševanju njenih posledic. Cigler Kralj je bil določen čas tudi vpisan v seznam ustanoviteljev omenjenega zavoda, a je še pred začetkom ministrovanja iz ustanoviteljstva izstopil. Tudi Komisija za preprečevanje korupcije je kasneje potrdila, da Cigler Kralj ni kršil pravil integritete in korupcije. Podpisnice so poleg tega Cigler Kralju očitale tudi slabo obvladovanje epidemije v DSO. Cigler Kralj je sicer pisno in v razpravi vse očitke argumentirano zavrnil.

### Poslanec
24. aprila 2022 je bil na volitvah v Državni zbor izvoljen za poslanca. Od 2. junija 2022 je vodja poslanske skupine Nove Slovenije – krščanskih demokratov.

### Kandidatura za predsednika
Kandidiral je na predsedniških volitvah 2022, s podpisi poslancev N.Si. Na volitvah je zasedel 6. mesto, prejel je 38.113 oz. 4,37 % glasov.
Kot državnika, ki ga ima za vzor, je navedel Roberta Schumanna.